# Goodfellas
Goodfellas (of GoodFellas) is een Amerikaanse gangsterfilm uit 1990, geregisseerd door Martin Scorsese. De film staat bekend als een van de grote misdaadfilms en om het geweld dat er in grote mate in voorkomt. Ook is de film enige tijd recordhouder geweest van de meeste scheldwoorden in één film. "Fuck" komt er bijvoorbeeld 246 keer in voor, voornamelijk gebruikt door het opvliegende personage Tommy, gespeeld door Joe Pesci.

## Verhaal
Het scenario van de film is gebaseerd op het waargebeurde verhaal van Henry Hill, waar mede-scenarist Nicolas Pileggi een boek over schreef. De half-Ierse, half-Italiaanse Henry Hill (Liotta) wil al van jongs af aan bij de maffia. Hij begint als loopjongen en door de jaren heen krijgt hij steeds grotere klussen. Hij valt hierbij onder de hoede van Jimmy Conway (De Niro), een oude rot in het vak. Henry verdient bakken met geld en alles gaat op rolletjes. Na een paar jaar komt Henry erachter dat Jimmy buiten de maffia om ook nog wat zaakjes heeft lopen en merkt hij dat hij ook een beetje voor zichzelf moet gaan zorgen als hij wil blijven overleven in de harde maffiawereld.

## Rolverdeling
| Acteur             | Personage                     |
| ------------------ | ----------------------------- |
| Ray Liotta         | Henry Hill                    |
| Robert De Niro     | James "Jimmy the Gent" Conway |
| Joe Pesci          | Tommy DeVito                  |
| Lorraine Bracco    | Karen Hill                    |
| Paul Sorvino       | Paul Cicero                   |
| Frank Sivero       | Frankie Carbone               |
| Tony Darrow        | Sonny Bunz                    |
| Mike Starr         | Frenchy                       |
| Frank Vincent      | Billy Batts                   |
| Michael Imperioli  | Spider                        |
| Tony Sirico        | Tony Stacks                   |
| Vincent Pastore    | Man with Coatrack             |
| Debi Mazar         | Sandy                         |
| Samuel L. Jackson  | Stacks Edwards                |
| Catherine Scorsese | Tommy's Mother                |
| Charles Scorsese   | Vinnie                        |

## Academy Awards
De film was genomineerd voor zes Oscars en won er een.

### Gewonnen
- Beste mannelijke acteur in een bijrol - Joe Pesci

### Genomineerd
- Beste film - Irwin Winkler
- Beste regisseur - Martin Scorsese
- Beste vrouwelijke acteur in een bijrol - Lorraine Bracco
- Beste editing - Thelma Schoonmaker
- Beste scenario - Nicholas Pileggi, Martin Scorsese

## Golden Globes

### Genomineerd
- Best Director-Motion Picture - Martin Scorsese
- Best Motion Picture-Drama
- Best Performance by an Actor in a Supporting Role in a Motion Picture - Joe Pesci
- Best Performance by an Actress in a Supporting Role in a Motion Picture - Lorraine Bracco
- Best Screenplay-Motion Picture - Nicholas Pileggi, Martin Scorsese

## Productie

### Ontwikkeling
In 1986 werd Wiseguy: Life in a Mafia Family van misdaadjournalist Nicholas Pileggi uitgebracht. Het boek vertelde het levensverhaal van Henry Hill, een Amerikaanse gangster die een informant voor de FBI werd.
Regisseur Martin Scorsese las een recensie van het boek tijdens de opnames van The Color of Money (1986) en kreeg uiteindelijk via uitgeverij Simon & Schuster een voorpublicatie van het boek in handen. Vervolgens contacteerde hij Pileggi met de vraag of hij het boek mocht verfilmen. De auteur ging akkoord, maar maakte de regisseur duidelijk dat er op dat ogenblik al een strijd was losgebarsten om de rechten op het boek. Onder meer producent Irwin Winkler, met wie Scorsese al had samengewerkt aan New York, New York (1977) en Raging Bull (1980), probeerde de filmrechten te bemachtigen. Scorsese en Winkler besloten vervolgens om het boek samen te verfilmen, waarna het project aan Warner Bros. verkocht werd. Aanvankelijk wilde Scorsese de film nog voor The Last Temptation of Christ (1988) opnemen, maar toen dat project eindelijk groen licht kreeg, werd de productie van Goodfellas uitgesteld.

### Scenario
Scorsese wilde Pileggi's werk verfilmen als een lange, actievolle trailer over de levensstijl van maffiosi. Hij zag de film als een documentaire waarin een maffiacrew voor een periode van 30 jaar gevolgd zou worden. De regisseur werkte samen met Pileggi om het boek om te vormen tot een scenario. De twee kozen samen welke gebeurtenissen ze in de film wilden zien en schreven in vijf maanden elf versies van het scenario. In de eerste versies van het script werden de gebeurtenissen chronologisch verteld, pas later kwam Scorsese op het idee om de film te beginnen met een flashforward naar de moord op Billy Batts. De regisseur gebruikte de Nouvelle Vague-film Jules et Jim (1962) van François Truffaut als voorbeeld voor de narratieve structuur van het scenario.
De namen van verschillende echte maffiosi werden in het scenario aangepast. Tommy "Two Gunn" DeSimone werd Tommy DeVito, Paul Vario werd Paulie Cicero en Jimmy "The Gent" Burke werd Jimmy Conway. De titel Wiseguy werd uiteindelijk veranderd in Goodfellas om verwarring met de film Wise Guys (1986) en de tv-serie Wiseguy (1987–1990) te vermijden.

### Casting
Acteur Robert De Niro, die al meermaals met Scorsese had samengewerkt, werd gecast als Jimmy Conway. Hij vond zichzelf te oud om het hoofdpersonage te vertolken en koos er daarom voor om Jimmy te vertolken, een personage dat aanvankelijk aan John Malkovich werd gelinkt. Om zich voor te bereiden op zijn rol verdiepte De Niro zich in de informatie die Pileggi had opgezocht voor zijn boek. Daarnaast nam hij ook vaak telefonisch contact op met Henry Hill om te vragen hoe Jimmy Burke, de man op wie zijn personage gebaseerd was, zich gedroeg, rookte en wandelde.
Na het zien van Something Wild (1986) van regisseur Jonathan Demme stelde De Niro de jonge acteur Ray Liotta voor als hoofdrolspeler. Scorsese was eveneens onder de indruk van de "explosieve energie" van Liotta in de film en liet hem in 1988 auditie doen voor Goodfellas. Liotta, die het boek van Pileggi gelezen had, deed zijn uiterste best om de rol te versieren, hoewel hij het gevoel had dat de studio liever een bekende naam wilde casten. Als voorbereiding op zijn rol luisterde Liotta naar FBI-opnames van Hill. Ook Alec Baldwin, Sean Penn, Val Kilmer, Nicolas Cage, Tom Cruise en Aidan Quinn kwamen in aanmerking voor de rol. William Petersen werd door Scorsese benaderd, maar ging niet op het aanbod in.
Lorraine Bracco, die in het verleden auditie had gedaan voor een andere film van Scorsese, werd eind 1988 gevraagd om Karen Hill te vertolken. De actrice besloot om niet met de echte Karen af te spreken, maar probeerde wel om in contact te komen met een maffiavrouw. Dat bleek echter zo goed als onmogelijk omdat de meeste maffiavrouwen een gesloten gemeenschap vormen. Ook actrice Ellen Barkin had auditie gedaan voor de rol. Andere actrices die overwogen werden, waren Madonna en Melanie Griffith.

### Opnames
De film werd gemaakt met een budget van 25 miljoen dollar. Henry Hill kreeg twee weken voor de opnames nog een bedrag van 480.000 dollar. De opnames ging in het voorjaar van 1989 van start en eindigden in de zomer. Er werd op locatie gefilmd in Queens, New York, New Jersey en Long Island. Omwille van de complexe structuur werkte Scorsese de hele film uit in een storyboard. De regisseur wilde door middel van lange camerabewegingen, snelle montages en uiteenlopende locaties een film creëren die voortdurend in beweging leek. Freeze frames werden gebruikt om aan te tonen dat er een belangrijke periode uit het leven van Hill was afgelopen.
Tijdens de repetities kregen de acteurs de vrijheid om te improviseren. Scorsese noteerde de beste uitspraken en verhalen die tijdens deze repetities naar boven kwamen en verwerkte ze nadien in het scenario. Zo bedacht Joe Pesci de bekende scène waarin hij op een dreigende manier vraagt hoe hij grappig is ("Funny how? Do I amuse you?"). Hij baseerde de scène op een waargebeurde situatie die hij zelf had meegemaakt. Ook de scène waarin Henry, Jimmy en Tommy bij de moeder van Tommy gaan eten, werd grotendeels geïmproviseerd. De moeder in die scène werd vertolkt door Scorsese's eigen moeder Catherine.
Het lange tracking shot doorheen de keuken van de Copacabana-nachtclub was noodzakelijk omdat de makers geen toestemming kregen om langs de voorkant binnen te gaan. Scorsese koos ervoor om in de scène een tracking shot te gebruiken om Hill te volgen. Op die manier wilde hij illustreren dat het leven van Hill voor hem lag. De scène werd acht keer opgenomen.
Aan het einde van de film is te zien hoe Tommy, gespeeld door Pesci, een pistool afvuurt richting het publiek. Dit is een eerbetoon aan een gelijkaardig en berucht fragment uit The Great Train Robbery (1903).

### Release en ontvangst
In post-productie moesten de makers tien frames met bloed verwijderen uit de film om zo een R-rating vast te krijgen van de Motion Picture Association of America (MPAA). Goodfellas ging in september 1990 in première op het filmfestival van Venetië. Scorsese mocht er de Zilveren Leeuw, de prijs voor beste regisseur, in ontvangst nemen. Op 21 september 1990 ging de film in première in de Verenigde Staten.
Goodfellas kreeg overwegend positieve recensies. Op Rotten Tomatoes heeft de film een waarde van 96% en een gemiddelde score van 8,9/10, gebaseerd op 76 recensies. Op Metacritic heeft de film een gemiddelde score van 89/100, gebaseerd op 18 recensies. Roger Ebert, filmrecensent van de Chicago Sun-Times, stelde dat er "nooit een betere film over de organiseerde misdaad gemaakt werd, zelfs niet The Godfather (1972)". De film werd ook in verschillende lijstjes met beste films van het jaar opgenomen. Roger Ebert, Gene Siskel en Peter Travers bestempelden de misdaadprent in 1990 als de beste film van het jaar.

## Nasleep en invloed
Goodfellas ging enkele maanden voor The Godfather: Part III (1990) in première. De film van Scorsese bracht in de Verenigde Staten 46 miljoen dollar aan de kassa op, terwijl The Godfather: Part III zo'n 66 miljoen dollar opbracht. Beide maffiafilms werden begin 1991 genomineerd voor de Oscar voor beste film, maar zouden uiteindelijk verslagen worden door Dances with Wolves (1990).
Hoewel The Godfather: Part III destijds meer opbracht dan Goodfellas wordt die laatste film vaker als een mijlpaal uit het misdaadgenre beschouwd. Goodfellas wordt regelmatig bestempeld als een van de beste misdaadfilms ooit en een van de hoogtepunten uit Scorsese's carrière. De American Film Institute (AFI) plaatste de film in 1998 op de 94e plaats in de lijst "100 Years, 100 Movies". Tien jaar later werd de film door AFI opgeschoven naar de 92e plaats. In 2000 werd de film door de Amerikaanse Library of Congress "cultureel significant" bevonden en opgenomen in de National Film Registry. In 2002 werd Goodfellas door het filmmagazine Sight & Sound bestempeld als een van de beste films van de laatste 25 jaar.
David Chase liet zich door Goodfellas inspireren tot het maken van de maffiaserie The Sopranos (1999–2007). In totaal waren er 27 acteurs die aan zowel Goodfellas als de HBO-serie meewerkten. Onder meer Lorraine Bracco en Michael Imperioli vertolken ook een rol in The Sopranos. Daarnaast is de openingsscène van de meeste seizoenen van de serie ook identiek aan de laatste scène van Goodfellas: het hoofdpersonage dat in zijn badjas de krant opraapt op zijn oprit. Ook filmregisseur Paul Thomas Anderson liet zich door het werk van Scorsese inspireren. Zo begint zijn film Boogie Nights (1997) met een hommage aan het lange tracking shot in de Copacabana-nachtclub.
Om de 25e verjaardag van de film te vieren sloot het Tribeca Film Festival in 2015 af met een vertoning van Goodfellas. Het filmfestival werd in 2002 mee opgericht door Robert De Niro.